# Teoría conspirativa de la energía libre

Animación de un supuesto motor magnético de movimiento perpetuo.

La supresión de la energía libre (o supresión de la nueva energía) es una teoría de la conspiración donde una nueva fuente de energía tecnológicamente viable, amigable con el medio ambiente y sin costo, está siendo suprimida por los gobiernos de diversas naciones, poderosas corporaciones e incluso por los poderes fácticos o los grupos de presión. Entre los supuestos dispositivos que fueron suprimidos podemos encontrar máquinas de movimiento perpetuo, generadores de fusión en frío, generadores toroidales, ingeniería inversa aplicada a tecnología extraterrestre y otras fuentes de energías generalmente no probadas y de bajo costo.
Se afirma que la supuesta supresión (también llamada debilitamiento) ha estado ocurriendo desde mediados del siglo XIX, siendo supuestamente perpetrada por varias agencias gubernamentales, poderes empresariales, grupos de intereses especiales, e inclusive por inversionistas fraudulentos. Estos grupos de intereses especiales son comúnmente asociados con las industrias del combustible fósil o la energía nuclear, cuyos planes financieros y de trabajo, corren el riesgo de ser afectados.
Entre las supuestas supresiones podemos encontrar las siguientes:
- La suposición de que la comunidad científica ha estado controlando al mismo tiempo que suprimiendo investigaciones relacionadas con formas alternativas de generar energía por medio de la revisión por pares y de la presión en el ámbito académico.[9][10]
- La supuesta existencia y supresión de dispositivos capaces de extraer una gran cantidad de energía útil a partir de reservas de energía preexistentes y poco convencionales, tales como la energía de vacío cuántico de punto cero, por un precio muy pequeño o inclusive nulo.[11][12][13][14]
- El caso en dónde se cuestiona la existencia de versiones más eficientes de tecnología para la energía reutilizable (tales como las células fotoeléctricas[15] y los biocarburantes) así como también de las tecnologías consumidoras de energía, (tal como es el caso de los vehículos eléctricos[16]) los cuales se cree que están siendo suprimidos.

Algunos ejemplos de aquellos testigos que alegan haber sido víctimas de supresión, acoso o inclusive de muerte, encontramos a: Thomas Henry Moray, Stanley Meyer y por último a Eugene Mallove.